# EDX (DJ)
Pour les articles homonymes, voir EDX.
Maurizio Colella, plus connu sous le nom de scène EDX, est un disc-jockey italien né le 2 novembre 1976 à Zurich (Suisse).

## Biographie
Le jeune italien débute en 1994, alors âgé de 18 ans. Son premier single officiel, I'm Not Interested, sort trois ans plus tard, en 1997. Son style est alors orienté vers la trance, qu'il laissera au fil des années pour se reconvertir dans la deep house, en passant par d'autre genres musicaux totalement différents, comme la house progressive et l'electro house.
Au début des années 2000, son single le plus connu est Gonna Catch You, sorti sur Warner Music. Il collabora à de nombreuses reprises avec Leon Klein, avec qui il remixa des artistes tels Kool & The Gang ou Steve Angello.
Après une pause musicale de près de 3 ans, EDX revient en 2007 avec un remix de Roadkill, chanson du groupe Dubfire.
Depuis, EDX sortit de nombreux singles à succès, et rejoignit le label néerlandais Spinnin' Records. En 2015, son remix de Show Me Love atteint rapidement la 2e place du top 100 sur Beatport et restera plus de deux mois dans les 50 premiers du classement.
Deux albums sortirent récemment : No Xcuses – The Violet Edition et On the Edge, sortis respectivement en 2011 et 2012.

## Discographie

### Albums
- 2011 : No Xcuses – The Violet Edition
- 2012 : On the Edge
- 2014 : On the Edge - Remixed
- 2017 : Two Decades

### Singles
- 1997 : I'm Not Interested
- 1999 : Dancing With You (avec Leon Klein)
- 2000 : Gonna Catch You (avec Leon Klein)
- 2000 : Tango! (avec Leon Klein)
- 2002 : Lift Me Up
- 2003 : I Need Love
- 2008 : Please Don’t Go (avec DJ Tatana)
- 2008 : Casa Grande
- 2009 : Shy Shy
- 2009 : Ready to Go (avec Chris Reece & Jerome Isma-Ae)
- 2010 : Hoover
- 2010 : Don’t Stop Dancing (avec Kaskade)
- 2010 : Out of the Rain (feat. Tamra Keenan)
- 2010 : Thrive
- 2011 : Embrace
- 2011 : Falling out of Love (feat. Sarah McLeod)
- 2011 : D.A.N.C.E.
- 2011 : Give It Up for Love (avec John Williams)
- 2012 : This Is Your Life (avec Nadia Ali)
- 2012 : Love Express (avec Seamus Haji feat. Jerique)
- 2012 : Sunset Miracles
- 2012 : Everything (feat. Hadley Poole)
- 2012 : Miami Device (avec Stan Kolev & Chris Reece)
- 2012 : Touched
- 2013 : Blessed
- 2013 : The Sun (avec Leventina)
- 2013 : Hazed
- 2013 : Live My Life [Free]
- 2013 : Acido [Free]
- 2013 : Hyped
- 2013 : Reckless Ardor
- 2014 : Cool You Off
- 2014 : Air For Life
- 2014 : Empathy
- 2014 : Collateral Effects
- 2015 : Remember House
- 2015 : Want You
- 2015 : Belong
- 2015 : Revered
- 2016 : Missing
- 2016 : My Friend
- 2016 : Roadkill
- 2016 : High On You
- 2017 : Dharma
- 2017 : All I Know
- 2017 : Bloom
- 2017 : We Can't Give Up
- 2017 : Feel The Rush
- 2018 : Jaded
- 2018 : Anthem
- 2018 : Sillage
- 2019 : Who Cares
- 2019 : Off The Grid (avec Amba Shepherd)
- 2019 : Ubuntu

### Remixes
- 2006 : Fuzzy Hair vs. Steve Angello – In Beat (EDX Remix)
- 2006 : Martin Solveig – Rocking Music (EDX Remix)
- 2007 : Dubfire – Roadkill (EDX Remix)
- 2007 : Sikk – The Whisper (EDX Remix)
- 2007 : Sucker DJs – Lotta Lovin' (EDX Remix)
- 2007 : Armin van Buuren – The Sound of Goodbye (EDX Remix)
- 2007 : Deadmau5 – Arguru (EDX Remix)
- 2008 : John O’Callaghan – Big Sky (EDX Remix)
- 2008 : Kaskade – Angel on My Shoulder (EDX Remix)
- 2008 : Sebastian Ingrosso & Laidback Luke – Chaa Chaa (EDX Remix)
- 2008 : Yves Larock – Say Yeah (EDX Remix)
- 2008 : Axwell & Bob Sinclar – What a Wonderful World (EDX Remix)
- 2008 : Robbie Rivera – In Too Deep (EDX Remix)
- 2009 : Funkagenda – Breakwater (EDX Remix)
- 2009 : Afrojack – Radioman (EDX Remix)
- 2009 : Paul Harris feat. Sam Obernik – The Take (EDX Remix)
- 2009 : ATB feat. Flanders – Behind (EDX Remix)
- 2009 : Beyoncé – Why You Don’t Love Me (EDX Remix)
- 2009 : Mary J. Blige – Stronger (EDX Remix)
- 2009 : Roger Sanchez – Get2Gether (EDX Remix)
- 2010 : Dinka – Elements
- 2010 : Dannii Minogue – You Won't Forget About Me (EDX Remix)
- 2010 : Roger Sanchez – 2Gether (EDX Remix)
- 2010 : Adam K – My Love (EDX Remix)
- 2010 : Cedric Gervais – Ready or Not (EDX Remix)
- 2010 : Nadia Ali – Fantasy (EDX Remix)
- 2010 : Benny Benassi feat. Kelis & Apl.De.Ap – Spaceship (EDX Remix)
- 2011 : Gala – Freed from Desire (EDX Remix)
- 2011 : Gaia – Stellar
- 2012 : Avicii – Silhouettes (EDX Remix)
- 2013 : Cazzette – Weapon (EDX Remix)
- 2013 : Calvin Harris – Thinkin' About You (EDX Remix)
- 2013 : Avicii - Wake Me Up (EDX Remix)
- 2014 : Calippo - Back There (EDX Remix)
- 2015 : Nora En Pure & Sons Of Maria - Uruguay (EDX Dubai Skyline Remix)
- 2015 : Sam Feldt - Show me Love (EDX's Indian Summer Remix)
- 2015 : Robin Schulz - Sugar (EDX's Ibiza Sunrise Remix) [Republic Records]
- 2015 : The Avener - We Go Home feat. Adam Cohen (EDX's Paris at Night Remix) [96 Musique]
- 2015 : Spada feat. Anna Leyne - Catchfire (Sun Sun Sun) (EDX's Miami Sunset Remix)
- 2017 : Tiësto - On My Way (EDX's Miami Sunset Remix)
- 2017 : Lika Morgan - Feel the Same (EDX's Dubai Skyline Remix)
- 2017 : HAEVN - Finding Out More (EDX's Acapulco At Night Remix)
- 2017 : Charlie Puth - How Long (EDX's Dubai Skyline Remix)
- 2018 : Janelle Monae - Make Me Feel (EDX's Dubai Skyline Remix)